# カンドゥオク県

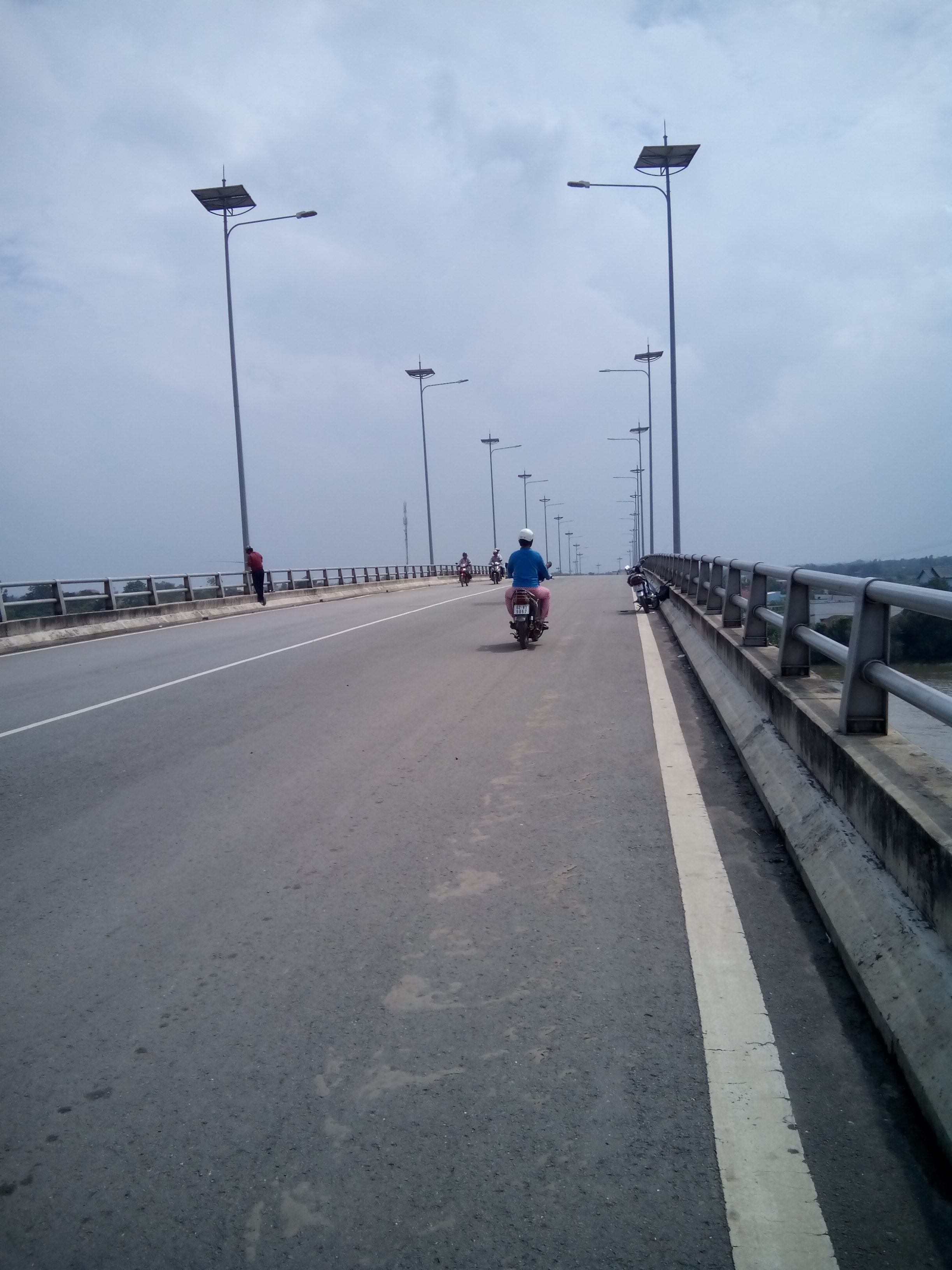

カンドゥオク県（カンドゥオクけん、ベトナム語：Huyện Cần Đước / 縣芹德?）は、ベトナム社会主義共和国ロンアン省の県。面積は218.1 km²、人口は208,325人（2019年）である。

## 行政区画
1市鎮16社から構成される。